# Tsumkwe
Tsumkwe, historisch auch TjumǃkuiKlicklaut, ist eine Siedlung mit rund 500 Einwohnern (Stand 2011) in der Region Otjozondjupa in Namibia.
Tsumkwe ist Verwaltungssitz des gleichnamigen Wahlkreises (nahezu identisch mit dem ehemaligen Homeland Buschmannland). Der gesamte Kreis hat etwa 8800 Einwohner (hiervon 2400 San) und einer Fläche von ca. 13.200 Quadratkilometer. Das Wahlkreisgebiet ist verglichen mit der Infrastruktur im Rest Namibias zum großen Teil nicht gut entwickelt.
Der Ort liegt rund 60 Kilometer westlich der Grenze zu Botswana sowie 200 Kilometer östlich von Grootfontein und gilt unter anderem als das südliche Tor zum Khaudum-Nationalpark. Es bestehen alle Grundversorgungseinrichtungen und eine Anbindung an die Hauptstraße C44.

## Persönlichkeiten
- Nǃxau (1944–2003), Filmschauspieler
- Royal ǀUiǀoǀoo (* 1966), Vizeminister